# Narcissus tazetta subsp. tazetta
Narcissus tazetta subsp. tazetta es una subespecie de planta bulbosa de la familia de las amarilidáceas. Se distribuye desde la región del Mediterráneo hasta Afganistán.

## Descripción
Es una planta bulbosa con las flores con pétalos de color blanco, y la corona amarilla.

## Taxonomía
Narcissus tazetta subsp. tazetta.
Etimología
Narcissus nombre genérico que hace referencia  del joven narcisista de la mitología griega Νάρκισσος (Narkissos) hijo del dios río Cephissus y de la ninfa Leiriope; que se distinguía por su belleza. 
El nombre deriva de la palabra griega: ναρκὰο, narkào (= narcótico) y se refiere al olor penetrante y embriagante de las flores de algunas especies (algunos sostienen que la palabra deriva de la palabra persa نرگس y que se pronuncia Nargis, que indica que esta planta es embriagadora). 
tazetta: epíteto latino que significa "con pequeña taza".
Sinonimia
- Relación de sinónimos de Narcissus tazetta subsp. tazetta[4]